# Blang Krueng Seumiden
Blang Krueng Seumiden is een bestuurslaag in het regentschap Pidie van de provincie Atjeh, Indonesië. Blang Krueng Seumiden telt 334 inwoners (volkstelling 2010).